# Kalanchoe viguierii
Kalanchoe viguierii är en fetbladsväxtart som beskrevs av R.-hamet och Perrier. Kalanchoe viguierii ingår i släktet Kalanchoe och familjen fetbladsväxter. Inga underarter finns listade i Catalogue of Life.